# Ado Birk
Ado Birk (també conegut com a Aadu Birk, Aado Birk o Avdei Birk; (Tarvastu, Estònia 14 de novembre de 1883 - Sosva, Rússia 2 de febrer de 1942) va ser primer ministre d'Estònia durant tres dies, del 28 de juliol de 1920 al 30 de juliol de 1920.

## Biografia
Ado Birk va néixer a la parròquia de Tarvastu, al Comtat de Viljandi, Estònia. Es va graduar al Seminari Teològic (Ortodox) de Riga, va estudiar a Sant Petersburg a l'Acadèmia Teològica ortodoxa, i en els departaments de dret de les universitats de Tartu (1907-1908), Sant Petersburg (1908-1911) i Leipzig (1911).
Entre 1911 i 1912 va ser Cap de l'Oficina d'Estadística de Tallinn. De 1912 a 1917 va exercir com a assessor jurídic de l'advocat Jaan Poska.
El 1917 va ser nomenat secretari provisional de l'Assemblea de la província d'Estònia (Eesti Maanõukogu), i el 1918 es va fer representant d'Estònia a Hèlsinki, Finlàndia. De 1918 a 1919 va ser president de l'Assemblea província d'Estònia i president del Comitè General d'Eleccions a l'Assemblea Constituent (Asutav Kogu). De 1919 a 1920 va ser vicepresident de l'Assemblea Constituent i Ministre de Relacions Exteriors, de nou el 1920 i el 1925. Va ser primer ministre d'Estònia durant tres dies a partir de 28 de juliol de 1920 al 30 de juliol de 1920. Entre 1917 i 1924, Birk va ser també president de la Societat de Voluntaris de Bombers de Tallinn, entre 1919 i 1922 presidí la Unió de tots els Bombers estonians.
De 1922 a 1926 va ser l'enviat d'Estònia a la Unió Soviètica. A principis de 1926, com a enviat a la Unió Soviètica, va tenir un conflicte amb el Ministeri d'Afers Exteriors estonià, i es va negar a tornar després de la seva degradació. L'estiu de 1926, va caure víctima de la provocació de la OGPU, i va ser en presó preventiva a Rússia el març de 1927 acusat de transmetre informació secreta a l'URSS, però va ser ràpidament alliberat i va tornar a Estònia el 1927, absolt pel Consell de Pau de Tallinn-Haapsalu (estonià: Rahukogu).
A la segona meitat de 1920 i, en la dècada de 1930, va esdevenir defensor en l'Església ortodoxa apostòlica estoniana, i el 1939-1940 va ser el Secretari Ecumènic de l'Església ortodoxa apostòlica estoniana, mentre que actua com un home de negocis a Tallinn.
Amb l'inici de la Segona Guerra Mundial, va ser arrestat per la policia secreta soviètica i el 14 de juny de 1941 va ser enviat al camp de presoners Sosva, a l'óblast de Sverdlovsk, Rússia i va ser condemnat a mort, però va morir abans de l'execució en Sosva el 2 de febrer de 1942.